# Liste der Monuments historiques in Ploëzal
Die Liste der Monuments historiques in Ploëzal führt die Monuments historiques in der französischen Gemeinde Ploëzal auf.

## Liste der Bauwerke
| Bezeichnung              | Beschreibung                          | Standort | Kennzeichnung | Schutzstatus | Datum | Bild           |
| ------------------------ | ------------------------------------- | -------- | ------------- | ------------ | ----- | -------------- |
| Manoir de Kermarker      | Herrenhaus, erbaut im 17. Jahrhundert | (Lage)   | PA00089448    | Inscrit      | 1927  |                |
| Château de la Roche-Jagu | Schloss, erbaut im 16. Jahrhundert    | (Lage)   | PA00089447    | Classé       | 1930  | weitere Bilder |

## Liste der Objekte
- Monuments historiques (Objekte) in Ploëzal in der Base Palissy des französischen Kultusministeriums